# Live Insanity
Live Insanity es un álbum en directo del guitarrista estadounidense Tony MacAlpine, publicado en 1997 a través de Victor Entertainment

## Lista de canciones
Toda la música compuesta por Tony MacAlpine, except where noted. 
| N.º | Título                                                      | Duración |  |
| 1.  | «The Vision»                                                | 5:02     |  |
| 2.  | «The Sage»                                                  | 4:45     |  |
| 3.  | «Sacred Wonder»                                             | 4:19     |  |
| 4.  | «Box Office Poison/Piano Solo» (MacAlpine, Frédéric Chopin) | 11:11    |  |
| 5.  | «Rusalka»                                                   | 7:10     |  |
| 6.  | «Carolina Blue»                                             | 4:47     |  |
| 7.  | «Stream Dream»                                              | 4:40     |  |
| 8.  | «King's Cup»                                                | 4:24     |  |
| 9.  | «The Taker»                                                 | 3:32     |  |

## Créditos
- Tony MacAlpine – guitarra, teclados, producci´çon
- Mike Terrana – batería
- Ricky Riccardo – bajo